# حزب سوسیال دموکراتیک استونی
حزب سوسیال دموکراتیک استونی (به استونیایی: Sotsiaaldemokraatlik Erakond, SDE) یکی از حزب‌های کشور استونی است که بر پایه سوسیال دموکراسی تأسیس شده است.
از شناخته‌ترین افراد این حزب میتوان به توماس هندریک ایلوس و یان کاپلینسکی اشاره کرد.